# Nigeria
Nigeria, officielt Forbundsrepublikken Nigeria (engelsk: Federal Republic of Nigeria), er et land i Afrika. Landets præsident er Bola Tinubu, som har haft posten siden Præsident- og parlamentsvalget i Nigeria i 2023. Dets største by er Lagos (21 mio. indb.).

## Geografi
Nigeria ligger nord for Guineabugten, i den centrale del af Vestafrika. Hovedparten af befolkningen og dermed også de største byer befinder sig i den sydlige del af landet. Den sydlige del af Nigeria består af lavland med tropisk klima, rimeligt meget nedbør og regnskov. Den nordlige halvdelen af landet består af højland og tørre savanneområder. Saharas ørkenområder strækker sig ind i den nordlige del af Nigeria.
Nigerias højeste punkt er Chappal Waddi på 2.419 m, nær grænsen mod Cameroun.

### Geologi
Nigeria består mest af grundfjeld (prækambriske bjergarter), i øst delvis dækkede af lava. I sydøst og i Nigers og Benues dalgange findes aflejrede sedimenter fra kridttid, tertiær og kvartær. Langs grænsen i øst findes aflejringer fra jura og kridt. Bly- og zinkforekomster findes i de ældste kridtforekomster. Kvartære aflejringer i form af sand forekommer langs kysten og i det nordøstlige område ved Tchadsøen.

### Terrænforhold
Landet består af højland mod grænsen til Cameroun og i de centrale, indre dele af landet Josplateauet. Langs kysten strækker sig et fladt sumpområde, som i Nigerdeltaet er 100 km bredt. Inden for sumpområdet ligger en kystslette (op til 300 meter over havet), som gradvis hæver sig indad i landet. I dalgange fra nordvest kommer floden Niger, og fra øst dets vigtigste biflod, Benue. De mødes omtrent midt i landet og løber som Nedre Niger mod kysten, hvor der er dannet et stort delta. Landet nord for floderne består af et stor plateau med vidt strakte savanner. Her findes de to lavninger (Sokoto og Bornu) samt det mægtige Josplateau på cirka 1.200 meter over havet, hvis højeste top er 1.780 meter over havet. Jordbunden består mest af røde tropiske jorder med lavt humusindhold. I nordøst sænker landet sig ned mod Tchadsøen.
Nigeria deles groft sagt i tre områder af floderne Niger og Benue, som løber ind i landet fra henholdsvis nordvest og øst, hvorefter de mødes midt i landet i nærheden af hovedstaden Abuja, hvorefter løber sydpå og løber ud i Guineagulfen ved det store Nigerdelta.

### Flora
Vegetationen varierer fra syd til nord, beroende på nedbøren. Den vokser i øst–vestlige zoner, parallelt med ækvator. Langs kysten ligger et bælte med mangroveskov og ferskvandssump, op til 75 km bredt i Nigerdeltaet. På kystsletten inden for overtager tropisk regnskov med mange økonomisk vigtige arter, som mahogny, kakaotræ og oliepalmer. I de mest tætbefolkede områder er den oprindelige vegetation afløst af opdyrkede skove. Det mellemste Nigeria har tropisk skov i dalene og savanne på plateauerne. Træbevokset savanne med galleriskov langs floderne dækker mere end det halve af arealet nord for skovzonen. Baobab, tamarind og Parkia africana er de mest almindelige træsorter. Længst mod nord går savannen over i halvørken med spredte akaciatræer og doumpalmer.

### Klima og miljø
Klimaet varierer over landet. I syd er det ækvatorialklima, i midten tropisk og i nord tørt. Der forekommer såvel længere tørkeperioder som oversvømmelser. Det regner meget mellem april og oktober. Juni er den vådeste måned.
| Vejr for Lagos, Nigeria                                                                                               | Vejr for Lagos, Nigeria | Vejr for Lagos, Nigeria | Vejr for Lagos, Nigeria | Vejr for Lagos, Nigeria | Vejr for Lagos, Nigeria | Vejr for Lagos, Nigeria | Vejr for Lagos, Nigeria | Vejr for Lagos, Nigeria | Vejr for Lagos, Nigeria | Vejr for Lagos, Nigeria | Vejr for Lagos, Nigeria | Vejr for Lagos, Nigeria | Vejr for Lagos, Nigeria |
| | Jan                     | Feb                     | Mar                     | Apr                     | Maj                     | Jun                     | Jul                     | Aug                     | Sep                     | Okt                     | Nov                     | Dec                     | År                      |
| --- | ----------------------- | ----------------------- | ----------------------- | ----------------------- | ----------------------- | ----------------------- | ----------------------- | ----------------------- | ----------------------- | ----------------------- | ----------------------- | ----------------------- | ----------------------- |
| Gennemsnitlig maks °C                                                                                                 | 32,2                    | 33,1                    | 32,7                    | 32,1                    | 30,9                    | 29,2                    | 28,1                    | 28,1                    | 28,9                    | 30,4                    | 31                      | 31,9                    | 30,7                    |
| Gennemsnitlig min °C                                                                                                  | 22,3                    | 23,5                    | 23,8                    | 23,6                    | 23,1                    | 22,6                    | 22,1                    | 21,7                    | 21,9                    | 22,3                    | 22,6                    | 22,4                    | 22,7                    |
| Gennemsnitlig nedbør mm                                                                                               | 14,3                    | 42                      | 77,1                    | 142,4                   | 204,8                   | 312,2                   | 256,9                   | 112,4                   | 167,1                   | 135,8                   | 54                      | 19                      | 1.538                   |
| Kilde: World Weather Information Service-Lagos World Meteorological Organization. Retrieved 1 October 2012. (engelsk) |                         |                         |                         |                         |                         |                         |                         |                         |                         |                         |                         |                         |                         |

### Urbanisering og miljøproblemer
Nigeria har siden 1996 været inddelt i et hovedstadsområde, Federal Capital Territory (Abuja), og 36 delstater. Delstaterne og hovedstadsområdet er inddelt i totalt 774 lokalt styrede områder, local government areas.
Blandt Nigerias mest betydningsfulde byer kan udover hovedstaden Abuja nævnes Lagos, Abeokuta og Kano.
Nogle af Nigerias større miljøproblemer er, at skoven fældes i for stor udstrækning og at vand, luft og jord er alvorligt forurenede af petroleum. En stor indflytning til byerne medfører luft- og vandforurening der.

## Administrativ inddeling
Nigeria er inddelt i hovedstadsområdet (med hovedstaden Abuja) samt 36 delstater:
| - Abia - Adamawa - Akwa Ibom - Anambra - Bauchi - Bayelsa - Benue - Borno - Cross River - Delta - Ebonyi - Edo | - Ekiti - Enugu - Gombe - Imo - Jigawa - Kaduna - Kano - Katsina - Kebbi - Kogi - Kwara - Lagos | - Nassarawa - Niger - Ogun - Ondo - Osun - Oyo - Plateau - Rivers - Sokoto - Taraba - Yobe - Zamfara |

Delstaterne og hovedstadsområdet er på distriktsniveau underinddelte i totalt 774 Local Government Areas, som igen underinddeles i mindre administrative enheder (wards), som overvejende fungerer som valgdistrikter. Delstaterne er geografisk grupperade i nord og syd, som vidare er inddelte i 6 delzoner. De lokalt styrede områder (local government areas) er politisk grupperede i senatordistrikter (senatorial districts). Især i syd er urbaniseringen høj, og det findes 11 byer med mere end en million indbyggere.

## Historie

### Forhistorie
Nigerias forhistorie er rig, og flere fund er gjort fra ældre stenalder. Arkæologiske fund viser, at mennenskelig bebyggelse i området går tilbage til mindst 9.000 f.Kr. Området omkring floderne Benue og Oyono menes at have været det oprindelige hjemland for bantufolket, som senere spredte sig over største delen af det centrale og sydlige Afrika i bølger mellem 1.000-tallet f.Kr. og 1000-tallet e.Kr. I Daima i den nordøstlige del af landet er levn fra menneskelige bosættelser fundet fra det første årtusinde før Kristus. Under det følgende årtusinde spredtes jordbrug og jernhåntering over landet. Nokkulturen er den ældste højkultur i landet, tillige det ældste jernaldersamfund, som er kendt syd for Sahara. Det eksisterede mellem cirka 500 f.Kr. og 300 e.Kr.). Det er kendt for sine terrakottaskulpturer i naturlig størrelse.

### Lokale riger
Et antal riger har blomstret i det, som nu er Nigeria. I nord introduceredes islam gennem handel med Sahara. Ved Tchadsøen opstod i 800-tallet kongeriget Kanem. I 1300-tallet forvandledes det til Kanem-Bornu. Kanem-Bornu efterfulgtes af det middelalderlige kongerige Kano (senere emiratet Kano).
Mellem Kanem-Bornu og de store riger Songhai og Mali lå syv hausa-bystater, der i blandt Kano, Zaria, Gobir og Katsina, som også praktiserede islam. Hausafolket drev megen handel, og dets sprog blev skridt for skridt bragt til det nordlige Nigeria. I 1400-tallet havde hausa-staterne udviklet sig til blomstrende handelscentre, og i 1700-tallet var de højere klasser i disse stater hovedsageligt muslimer. De blev imidlertid erobrede i begyndelsen af 1800-tallet af fulanierne, et islamistisk nomadefolk, som var trængt ind fra vest i 1500-tallet. Fulanierne oprettede sultanatet Sokoto, og herfra spredte islam sig syd på ind i det skovrige Yorubaland.
Yorubafolket, som slog sig ned i regnskovene vest for Niger, skabte fra 1300-tallet de mægtige kongeriger Benin, som havde sin storhedstid i 1400- og 1500-tallet, og Oyo, som havde sin storhedstid i 1700-tallet og opløstes i 1800-tallet. Igbofolket skabte aldrig nogen større riger men oprettede dog et omfattende netværk af bysamfund med Nri som den centrale og sammenholdende magt.

### Europæerne og slavehandelen
I 1472 opdagede den portugisiske søfarer Nigerias kyst. I slutningen af 1400-tallet bosatte sig først portugisere og senere hollændere, franskmænd og englændere i kystområderne som slavehandlere. De fortsatte med at bosætte sig langs kysten frem til 1800-tallet. Europæernes samarbejde med afrikanske købmænd samt at mægtige høvdinge solgte et stort antal yorubaer og igboer som slaver til fremmede, førte til, at Nigeria blev hovedeksportør af slaver til kolonierne i Amerika. I 1807 forbød Storbritannien slavehandel og tvang derved såvel indfødte som europæere til at i stedet handle med varer, i særdeleshed palmeolie. Handelen med slaver ophørte imidlertid helt først ved århundredets midte.

### Britisk ekspansion
Den britiske indflydelse i landet voksede efterhånden. I midten af 1800-tallet påbegyndte briterne en kolonisation. I kampen mod slavehandelen etableredes baser langs kysten, deriblandt Lagos i 1861. Byen blev udgangspunkt for missionsvirksomhed og kolonial ekspansion i landet. Hele Nigerias kyst gjordes i 1885 til et britisk protektorat. I Yorubaland fik de kristne missionærer stadig større indflydelse, men det varede endnu 20 år inden, at yorubaer og igboer var kommet helt under britisk kontrol. Royal Niger Company blev oprettet i 1886 af sir George Goldie med henblik på at udforske og bedrive handel med de indre dele af landet og fik af britiske regering ret til at optræde som styrende magt i Nigeria. Kampe mellem Royal Niger Company og forskellige folkegrupper, især i nord, førte til, at den britiske regering sendte tropper under Frederick Lugard til området. I 1899 oprettede briterne flere protektorater i Nigeria, der i blandt Nordnigeria. Nigeria begyndte nu tage form, og i 1906 sammensloges Lagos og protektoratet Sydnigeria. Briternes overtagelse af Nigeria, som var påbegyndt i 1861, afsluttedes i 1914, da disse protektorater blev slåede sammen til et, som fik navnet Nigeria.
Nigerias tre hovedregioner opviste fortsat store uligheder. En dyb kløft voksede frem mellem det sydlige Nigeria, hvor den britiske og kristne indflydelse var omfattende, og det nordlige Nigeria, hvor muslimske traditioner forblev dominerende. Den islamiske nordlige del var et konservativt samfund, hvortil kristne missionærer ikke fik adgang, og hvor skolevæsen efter vestligt forbillede i stor udstrækning savnedes. Mange foretagsomme igboer forlod deres overbefolkede hjemegne i de østlige dele og søgte arbejde ved statslige institutioner og inden for forretningsverdenen i nord og vest, men der vakte deres tilstedeværelse ofte modvilje. Englænderne byggede jernbaner og landeveje, indførte nye landbrugsmetoder, forbedrede sundhedsvæsenet og udbyggede administrationen.

### Selvstændigheden
Efter 1. verdenskrig voksede den nigerianske nationalisme, inspireret fortrinsvist af igbofolket, men rørelsen forblev splittet. Den i 1944 oprettede National Council of Nigeria and the Cameroons (NCNC) med Nnamdi Azikiwe som leder havde især støtte i de sydøstlige dele af landet, mens Northern People's Congress (NPC), som oprettedes i 1950 med Abubakar Tafawa Balewa som leder, især havde støtte i syd. På samme tid oprettedes Action Group (AG) med høvdingen Obafemi Awolowo som leder i de yorubadominerede sydvestlige dele af landet.
Efter en serie konstitutionseksperimenter blev Abubakar Tafawa Balewa den første føderale statsminister.
Efter mange års forhandlinger blev landet selvstændigt i 1960. Den nye stat var en forbundsstat med vidstrakt selvstyre i de tre, senere fire, regioner. Dette indebar imidlertid ikke, at de gamle modsætninger mellem landsdelene forsvandt. Folket i landets nordlige dele, hvortil den politiske magt var koncentreret, var mistroisk mod folket i syd, og disse på deres side anså, at de islamiske hausa-fulani-folk var reaktionære og forhindrede Nigerias udvikling. Igboer og yorubaer stolede heller ikke på hinanden.
NPC og NCNC dannede en koalitionsregering med Abubakar Tafawa Balewa som regeringschef og Nnamdi Azikiwe som generalguvernør, mens AG dannede opposition. I 1963 blev Nigeria republik inden for det britiske samvælde med Azikiwe som præsident.
Mellem 1962 og 1963 voksede de etniske modsætninger. Landet blev en republik i 1963. Den gnist, som udløste en borgerkrig, kom i januar 1966, da nogle unge igbo-officerer styrtede forbundsregeringen og myrdede et antal politiske ledere, blandt andet statsministeren Tafawa Balewa. General Johnson Aguiyi-Ironsi, som var igbo, overtog magten, men nogle måneder senere blev han selv myrdet ved et militærkup, hvorved general Yakubu Gowon blev statschef. De indre modsætninger eksploderede i 1966 i kup og politiske mord. Landets nya leder, den kristne general Yakubu Gowon fra nordregionen, kunne ikke forhindre en massakre på igboerne i nord. Mellem 10.000 og 30.000 igboer myrdedes, og omkring 1 miljon flygtede fra regionen.
I 1967 udråbte østregionen (Igbo) under oberst Odumegwu Ojukwu sig til en selvstændig stat, Biafra, med hovedstad i Enugu. Dette førte til en borgerkrig, som varede fra 1967 til 1970. Den dermed forbundne sultkatastrofe fik megen international opmærksomhed.

### Biafrakrigen
General Gowons plan om at erstatte regionerne med 12 mindre områder, som hver for sig ikke skulle være tilstrækkeligt stærke til at dominere føderationen, mødtes af modstand fra oberst Odumegwu Ojukwu, som var igbo og militærguvernør i den olierige østregion. I juni 1967 erklærede Ojukwu den østlige region for en selvstændig stat, Biafra. En voldsom borgerkrig brød ud. Igboernes modstand, som inspireredes af deres frygt for at blive udryddet som folk, blev først brudt i januar 1970, da Ojukwu blev tvunget til at flygte til Elfenbenskysten. Efter Biafras sammenbrud organiserede en række lande ett stort hjælpeprogram i kampen mod sulten og nøden i området. Man ved ikke med sikkerhed hvor mange, der døde under krigen, men antallet var antagelig mere end en million.

### Efter borgerkrigen
Da krigen ophørte, blev planerne om de 12 stater gennemførte, og Biafra blev en af dem. Den økonomiske og politiske genopbygning fortsatte under ledelse af Gowon og med støtte fra en stærkt voksende olieproduktion, som gjorde Nigeria til en af verdens største olieproducerende lande. Præsident Gowon blev styrtet i 1975 ved et militærkup ledet af general Murtala Ramat Mohammed, som selv blev myrdet og erstattet af Olusegun Obasanjo i 1976. Under ham forberedtes en tilbagevenden til civilt styre og en ny grundlov efter amerikansk forbillede blev antaget.
Efter fire års militærstyre gennemførtes i 1979 almindelige valg og en civil styrelse genoprettedes. Præsident blev Alhaji Shagari, leder af det hovedsageligt højreorienterede og provestliga nationale parti. Hans styre varede mellem 1979 og 1983, da general Muhammed Buhari tog magten ved et kup. Buharis hårde regime styrtedes ved et militærkup i 1985 af et noget mildere under generalmajor Ibrahim Babangida. Han lovede en gradvis overgang til demokrati og lod i 1989 tillade politiske partier. For at modvirke national splitning tillodes dog kun et højreparti, National Republican Convention og et venstreparti National Republican Convention. I 1990 blev afholdt lokalvalg og i 1991 guvernørvalg. I juni 1993 blev afholdt præsidentvalg, som var det sidste skridt i demokratiseringsprocessen. Babangida nægtede dog at acceptere et valgnederlag, og voldsomme protester udbrød. Til sidst blev Babangida tvunget til at træde tilbage med nye protester mod annulleringen af præsidentvalget. I november 1993 gennemførte militæret et nyt kup, og Sami Abacha tog magten, forbød begge partier og indsatte militærfolk som guvernører.
I 1996 oprettedes paraplyorganisationen United Democratic Front of Nigeria under et møde i Oslo ledet af nobelpristageren Wole Soyinka. Præsident Sami Abacha døde i 1998 under uklare omstændigheder, og magten i landet blev overtaget af generalmajor Abdulsalami Abubakar, som meddelte, at han ville fortsætte Abachas arbejde mod en overgang til demokrati.
En ny grundlov vedtoges i 1999. Overgangen til civilt styre foregik helt udramatisk. Den nye regering havde store opgaver foran sig, blandt andet at genopbygge økonomien, som var blevet ødelagt af korruption og vanrøgt, og at sikre at de langvarige etniske og religiøse modsætninger i landet blev overvundne. Nye store oliefund blev gjort, og store rigdomme flød ind i landet som følge af olieindustrien, men kun en fåtallig overklasse blev rigere.
Siden årtusindeskiftet har Nigeria været kendetegnet ved spændinger mellem centralregeringen og delstaterne samt mellem religiøse og etniske grupper. Et nyt problem udgøres af islamismen. I de nordlige delstater har islamisterne vokset sig stærke og indført terror og sharialove, hvilket har ført til uroligheder med tusindvis af dødsofre. Centralregeringen har indledt en omfattende kamp for at komme de islamistiske terrorister og slavehandlere til livs.

## Demografi
Nigeria er Afrikas folkerigeste stat og havde 140.431.790 indbyggere ved folketællingen i 2006. På grund af de etniske forhold er spørgsmålet om indbyggertallet politisk følsomt, og der råder derfor tvivl om cifrenes rigtighed. År 2010 beregnedes folkemængden til godt 152 millioner. Den årlige befolkningstilvækst beregnedes i perioden 1993–2003 til 2,8 %. Dødeligheden for børn under fem år er på cirka 200 per 1.000 børn. Både fødsels- og dødstallene er høje: 40,6 respektive 17,2 promille, og Nigeria har en forholdsvis ung befolkning. 42 % af befolkningen er under 15 år, næsten 75 % er under 30 og kun 3,1 % er 65 eller ældre. Middellevealderen beregnes til 46 år for kvinder og 45 for mænd. Ifølge FN lever cirka 5,5 % af den voksne befolkning med hiv/aids.
Befolkningen er inddelt i over 200 etniske grupper, hver og en med sit eget sprog og kultur. De største etniske grupper er hausa og fulani, som tilsammen udgør cirka 30 % af befolkningen (2005), yoruba, som udgør cirka 20 %, og igbo, som udgør 18 %.
Hausa er den dominerende gruppe i nord. Intensivt jordbrug har lagt grunden til håndværk og handel. Fulani bor i det skov- og savanneområde som strækker sig fra grænsen mod Senegal i vest til Sudan i øst. Fulani har traditionelt været beboet af nomader, men de fleste har i årenes løb taget jordbrug op og blevet bofaste. Yoruba er et jordbrugende folk, som lever i de frugtbare områder i sydvest. Igbo udgør majoriteten af befolkningen i sydøst. De er traditionelt agerbrugere, men flyttede tidligt ind til byerne og var længe den dominerende bybefolkning. Igbo er inddelt i en mængde stammer, som har sine egne dialekter af igbo. Andre fremstående, men mindre, grupper er edo og ibibio, begge i skovbæltet i syd, tiv og nupe i den midtersted del af Nigeria og kanuri ved Tchadsøen. Den midterste del af landet har den største etniske og sproglige variation; her findes der 180 forskellige sprog.
Nigeria har med afrikanske mål en stor bybefolkning; cirka 40 % af befolkningen bor i byer. De største byer er Lagos, Ibadan, Ogbomosho, Kano, Oshogbo, Ilorin, Abeokuta og Port Harcourt.

### Religion
Knap 50 % af befolkningen er kristne, med tyngdepunktet i det østlige Nigeria. Muslimerne, hovedsageligt sunnimuslimer, udgør også knap 50 %, med tyngdepunktet i nord og vest. Cirka 5 % udøver forskellige lokale etniske religioner.

### Sprog
Engelsk er officielt sprog i Nigeria. Det mest udbredte afrikanske sprog er hausa, som tjener som lingua franca i store dele af det nordlige Nigeria. Andre vigtige sprog er fula , yoruba, edo, igbo og ibibio. Anvendelsen af det arabiske alfabet medførte at fulfulde og hausa var blandt de første afrikanske skriftsprog ved siden af det østafrikanske swahili. Antallet af sprog som for tiden findes katalogiserede i Nigeria er 527. Dette tal omfatter 514 levende sprog, to andetsprog uden modersmålstalere og 11 uddøde sprog. I visse områder i Nigeria taler etniske grupper flere end et sprog, og det er ikke unormalt at kunne tale mere end tre sprog.

## Politik
Nigeria er en føderal republik. Nuværende præsident er Muhammadu Buhari som efterfulgte Goodluck Jonathan i maj 2015. Præsidenten er både statschef og overhoved for den udøvende myndighed.

### Internationale relationer
Nigeria er medlem af FN og FNs vigtigste underorganisationer, blandt andet Verdensbanken, og tillige i Verdenshandelsorganisationen (WTO), Commonwealth of Nations, Afrikanske Union, OPEC, ECOWAS og Cotonouaftalen.

### Menneskerettigheder
Menneskerettigheder i Nigeria er mangelfulde og statlige tjenestemænd på alle niveauer fortsætter med at begå alvorlige overgreb. Der findes skønsvis 700.000 slaver i Nigeria. Børneægteskaber er fortsat almindelige i Nigeria.
Ifølge den Shariabaserede straffelov, som gælder for muslimer i tolv nordlige delstater, straffes forbrydelser som alkoholkonsumtion, homoseksualitet, utroskab og tyveri strengt, og kan resultere i amputation, prygl, stening og lange fængselsstraffe.
Boko Haram ('vesterlandsk uddannelse er synd') er en islamistisk terroristgruppe oprettet i 2002, som har angrebet regeringstjenestemænd, dræbt kristne, skolebørn og studenter, brændt kirker og skoler, kidnappet skolepiger og angrebet andre muslimer, som anses at hjulpet den nationale regering. Gruppen motiverer sin jihadistiske kamp for en islamisk stat især med den nationale regerings korruption og stigende vesterlandsk indflydelse i landet.
Ifølge et lovforslag fra begyndelsen af 2014 skal samkønnede par, som gifter sig, få 14 år hver i fængsel. Vidner eller nogen, som hjælper homoseksuelle par til at gifte sig, skal dømmes til 10 års fængsel. "Offentlige fremvisninger af samkønnede amorøse relationer direkte eller indirekte" skal straffes med ti års fængsel.
De mest alvorlige menneskerettighedsproblemer i Nigeria var ifølge USAs udenrigsdepartement 2008:
- udenretslige drab og overdreven magtanvendelse fra sikkerhedsstyrkernes side,
- straffrihed for overgreb begåede af sikkerhedsstyrker,
- vilkårlige arrestationer,
- langvarig venten på retssag ved frihedsberøvelse,
- korruption og politikerstyre inden for retsvæsenet,
- voldtægt, tortur og anden ond eller fornedrende behandling af fanger og mistænkte,
- livstruende interneringsforhold,
- trafficking for prostitution og tvangsarbejde,
- medborgergarden som udfører mord,
- børnearbejde,
- børnemishandel og seksuel udnyttelse,
- kvindelig omskæring,
- vold i hjemmet,
- diskriminering på grund af køn, etnicitet, region og religion,
- indskrænkninger i forsamlings-, bevægelses-, trykke-, ytrings- og religionsfriheden,
- krænkelse i privatlivets rettigheder,
- indskrænkning af medborgernes ret til at udskifte regering.

#### Shell og konflikter i Nigerdeltaet
Shell er blevet anklaget af menneskerettighedsgrupper for brud mod menneskelige rettigheder i Nigeria, blandt andet for at i 1995 i samarbejde med Nigerias daværende militærregime have gennemført summariske arrestationer og hængning af forfatteren Ken Saro-Wiwa og otte andre ledere fra Ogonifolket i det sydlige Nigeria. Befolkningen i Nigerdeltaet, især Ogonifolket, havde protesteret mod miljøskader og over, at befolkningen fik så ringe del af olieindtægterne, og pipelines var blevet saboterede. Shell gik i 2009 med til at betale 15,5 millioner USD i en juridisk opgørelse men har ikke accepteret ansvaret for anklagerne. Dokumenter viste, at Shell havde gjort løbende udbetalinger til det nigerianske militær for at forhindre protester. I en redegørelse, som lækkedes i 2010 af Wikileaks, påstår Shell at have infiltreret alle vigtige ministerier i den nigerianske regering.

## Økonomi
Nigeria klassificeres som en blandingsøkonomisk markedsøkonomi i vækst og har mellemindkomststatus ifølge Verdensbanken, med dets store beholdninger af naturressourcer, veludviklede finansielle og lovlige kommunikationer, transportsektorer og børs, som er den næst største i Afrika. Nigeria er nummer 37 i verden i henseende til BNP (PPP) ifølge tal fra 2007. Nigeria er USA's største handelspartner i Afrika syd for Sahara og leverer landet en femtedel af dets olie (11% af olieimporten). Det har det syvende største handelsoverskud med USA i verden. Nigeria er for tiden den 50. største eksportmarked for amerikanske varer og den 14 største eksport af varer til USA. USA er landets største udenlandske investor.
Tidligere var den økonomiske udviklingen hæmmet af år med militært styre, korruption og vanstyre men genindførelsen af demokrati og efterfølgende økonomiske reformer har fremgangsrigt bragt Nigeria frem mod at udnytte dets fulde økonomiske potentiale. Det er nu en af de største økonomier i Afrika, og den største økonomi i den vestafrikanske region. Ifølge Economist Intelligence Unit ved Verdensbanken har Nigerias BNP i købekraftsparitet næsten fordobledes fra $170.7 milliarder i 2005 til 292.6 milliarder i 2007. BNP per capita er vokset fra $692 per person i 2006 til $1.754 per person i 2007.. Nigeria er den 12. største producent af petroleum i verden og den 8. største eksportør. Landet har de 10. største sikre reserver. Olie spiller en stor rolle i landets økonomi og udgør 40% af BNP og 80% af regeringens indtægter. Krav om bedre ressourcekontrol i Nigerdeltaet, den vigtigste region for olieproduktion, har dog ledt til forstyrrelser i olieproduktionen og forhindrer for tiden landet fra at eksportere til fuld kapacitet. Nigeria er endvidere medlem af OPEC siden 1971.
Nigeria har en af de hurtigst voksende telekommunikationsmarkeder i verden med store markedsoperatører i vækst som MTN, Etisalat, Airtel (tidligere Zain) og Globacom (GLO). Landet har en højt udviklet sektor for finansielle tjenester med en blanding af lokale og internationale banker, kapitalforvaltningsvirksomheder, mæglerfirmaer, forsikringsvirksomheder og -mæglere, private aktiefonde og investeringsbanker.
Nigeria har også en stor mængde af underudnyttede mineralressourcer som naturgas, kul, bauxit, tantalit, guld, tin, jernmalm, kalksten, niob, bly og zink.
Jordbrug var tidligere en af Nigerias vigtigste kilder til indkomster fra udlandet. På et tidspunkt var Nigeria verdens største eksportør af jordnødder, kakaobønner og palmeolie samt en betydningsfuld producent af kokosnødder, citrusfrugter, majs, perlehirse, maniok, yams og sukkerrør. Omkring 60% af nigerianerne arbejder i jordbrugssektoren, og Nigeria har store områder med underudnyttede dyrkningsarealer.
I 2000 var 60 % af befolkningen meget fattig, og indkomstforskellene er store. Korruptionen i landet er stor, og landet har en omfattende økonomisk kriminalitet i form af hvidvaskning og bedragerier, blandt andet så kaldte Nigeriabreve. I 2003 oprettedes Economic and Financial Crimes Commission (EFCC) for at modvirke økonomisk kriminalitet. I 2006 rapporterede BBC, at 31 af landets 36 statsguvernører (som nød immunitet under sin embedsperiode) var under udredning af EFCC, mistænkte for korruption . I 2000 lå landet sidst af 90 undersøgte lande på Transparency Internationals korruptionsindex med en karakter på 1,2 af 10. I en modsvarende undersøgelse i 2006 lå landet på plads 142 af 163 med en karakter på 2,2.
Omkring 60 % af elektriciteten produceres af fossile brændstoffer og resten med vandkraft. En mindre mængde elektricitet eksporteres.

## Kommunikation
Nigerias vej- og jernbanenet er veludbygget i afrikansk målestok, men er svækket af manglende underholdsinvesteringer.
Tidligere havde vejnettet en tydelig nord–sydlig udstrækning, som afspejlede den traditionelle handelsstruktur, som etableredes i kolonitiden. Transportnettet er senere blevet mere sammensat for at forøge handelen mellem de enkelte stater.
Nigeria har et mere omfattende jernbanenet end de fleste andre udviklingslande, med 3.505 km skinner.
Niger og andre floder er sejlbare. De indre vandveje omfatter cirka 6.400 km, mest laguner i kystzonen. Niger er sejlbar hele året til Onitsha (320 km ind i landet) for skibe på op til 500 ton.
Abuja, Lagos, Kano og Port Harcourt har internationale flyvepladser, og der findes flere flyvepladser for indenrigstrafik.
Det meste af petroleumeksporten går over havnene Bonny og Burutu; Apapa og Tin Can Island (som er Lagos havne), Port Harcourt, Warri, Sapele og Calabar er de vigtigste havne for varehandel.

## Kultur

### Massemedier
Nigerias ældste dagsavis, Daily Times (oprettet i 1925), var længe den ledende avis. Den overtoges i 1970-erne af regeringen. Efter dårlige økonomiske resultater privatiseredes avisen i 2004, og genlanceredes 2006. Andre store aviser er National Concord med et oplag på cirka 200.000 og Nigerian Observer med et oplag på cirka 150.000.
Regeringskritiske medier havde en svær tid under 1990-erne, da kritiske journalister fængsledes og aviser i perioder måtte standse udgivelserne.
Federal Radio Corporation of Nigeria (FRCN) kontrolleres af den føderale regering, og sendingerne er inddelte i fem zoner, hvor der sendes på engelsk og omkring 15 andre forskellige sprog. Nigerian Television Authority (NTA), som oprettedes i 1976, er også statsligt kontrolleret og har ansvar for alle tv-programmer i landet, med sendere i samtlige delstater.

### Sport
Fodbold er Nigerias nationalsport, og landet har sin egen Premier League i fodbold. Nigerias fodboldlandshold, kendte som Super Eagles, har deltaget i fodbold-VM seks gange: 1994, 1998, 2002, 2010, 2014 og 2018. De har vundet det afrikanske mesterskab tre gange, 1980, 1994 og 2013. I OL 1996 vandt de sensationelt guld efter at have slået Argentina i finalen. Toneangivende spillere på OL-holdet var Nwankwo Kanu og Jay-Jay Okocha. 2008 vandt man OL-sølv i Peking, efter at atter have mødt Argentina i finalen. I oktober 2010 lå Nigerias fodboldslandshold på plads nr. 34 på FIFA:s verdensrangliste.
Andre sportsgrene, som udøves i Nigeria, er basket, cricket og friidræt. Boksning er også en vigtig sport i landet; Dick Tiger og Samuel Peter er begge tidligere verdensmestre.
- Hårklipning i en Yourubalandsby-Tropemuseets fotosamling
- Bro over floden Niger ved Onitsha
- Stopskilt i nigeriansk udformning
- Almajirai er et område i det nordlige Nigeria, hvor der er store sociale problemer